# Fender Musical Instruments Corporation
Fender Musical Instruments Corporation, inicialmente llamada Fender Electric Instrument Manufacturing Company, fue fundada por Leo Fender en la década de 1940, siendo una de las empresas fabricantes de guitarras y bajos eléctricos más conocidas de la historia. 
Fender es particularmente conocida por llevar las guitarras eléctricas de cuerpo macizo a las masas. Fender creó la primera guitarra eléctrica de cuerpo sólido de venta masiva, la Telecaster (originalmente llamada 'Broadcaster'; 'Esquire' es el modelo original con una sola pastilla); el primer bajo de producción masiva, el Precision Bass o 'P-Bass'; y la mundialmente conocida Stratocaster o Strat.
Otras compañías y lutieres fabricaban guitarras eléctricas, pero todas eran de cuerpo hueco o guitarras especiales, como la Lap Steel hawaiana de Rickenbacker.
Otros modelos conocidos de Fender son las guitarras Mustang, Jazzmaster, Jaguar, Musicmaster y Duo-Sonic y los bajos Jazz Bass, Precision, Mustang Bass y Bajo Telecaster, una línea de lap steels y el famoso piano eléctrico Fender Rhodes. Además de esto, también fabrica amplificadores de guitarra como el Twin Reverb o el Jazz Junior.
Su jefatura está en Scottsdale, Arizona, y posee instalaciones en Corona (California), Japón, Ensenada, México y Corea.

## Comienzos
La compañía comenzó con el nombre de 'Fender's Radio Service' en 1938, en Fullerton, California. Como técnico calificado en electrónica, Leo Fender era contratado no solo para reparar radios, sino también fonolas, sistemas de audio particulares y amplificadores. Como fruto de su trabajo, Fender se intrigó por los pequeños fallos en los amplificadores de esa época y comenzó a construir sus propios modelos y a modificar los ya existentes. 
A comienzos de la década de 1940 se unió a otro entusiasta de la electrónica, Clayton Orr Kauffman, creando una compañía llamada 'K y F Manufacturing Corp.' para diseñar, fabricar y vender sus propios instrumentos musicales y amplificadores. La producción comenzó en 1945, construyendo guitarras Lap Steel hawaianas (con un modelo de pastilla patentada) y amplificadores. Antes de fin de año Fender se convenció de que era más provechoso fabricar que reparar guitarras eléctricas, y se dedicó completamente a esta labor. Kauffman no se mostraba muy convencido de esta decisión y a comienzos de 1946 ambos decidieron amistosamente seguir sus respectivos caminos. Leo decidió entonces renombrar a la empresa 'Fender Electric Instrument Company'. La tienda de reparación siguió abierta hasta 1951, aunque Fender no atendía personalmente desde 1947.

## La venta a CBS
En 1965, a Leo Fender se le diagnosticó una enfermedad grave y se le pronosticó, erróneamente, un escaso tiempo vida. Leo decidió vender entonces su compañía a la Columbia Broadcasting System o CBS.
La venta de Fender a CBS tiene varias implicaciones de gran importancia. La venta a CBS fue vista en su momento como un hecho positivo, pues esta empresa podía proveer de dinero y empleados a Fender. Sin embargo, ahora se ve como un hecho desfavorable, porque se piensa que CBS sobrepuso la cantidad a la calidad. El culmen de esta tendencia se vio en 1983, cuando CBS realizó unos reajustes desfavorables al modelo Stratocaster, quitándose el segundo control de tono. Además, otros modelos previos, como el Swinger (modelo de gama baja que puede estar compuesto por varias partes encoladas, a diferencia de la Stratocaster normal, que es una guitarra de cuerpo macizo, obtenido a partir de una sola pieza de madera, aunque en las dos el mástil va unido mediante atornillado) y el Custom (uno de los modelos en el que se recurre al encolado), resultaron únicamente intentos de conseguir ganancias extra.
Se optó por tiempos de secado más cortos para las maderas empleadas en los cuerpos de los instrumentos y éstos los formaban varias piezas encoladas en lugar de una sola, lo que repercutía no solo en el timbre y la estabilidad de la guitarra, sino también en su peso, que era mucho mayor, haciéndolas incómodas.
La compañía dejó de emplear pastillas de fabricación propia, optando por modelos baratos y de inferior calidad, lo cual también es aplicable a otras piezas. Los puentes, que antes se fabricaban con acero o bronce prensado (lo cual prestaba mayor sonoridad y solidez al instrumento), pasaron a construirse con aleaciones más maleables, y, por tanto, menos resistentes al desgaste. Es muy común encontrarse instrumentos de esta época en los que muchas partes no son originales, ya que éstas los hacían "intocables". Fue precisamente en la década de 1970 cuando surgió una gran industria de recambios para guitarras eléctricas, como Warmoth, Schaller o Gotoh. 
Debido a situaciones como éstas se generó un culto al 'Pre-CBS', buscando los modelos fabricados antes de la compra de la empresa. Esta respondió ofreciendo diseños que trataban de imitar las características propias de guitarras de la competencia, como es el caso de la Telecaster Deluxe, que buscaba un hueco en el sector de mercado de Gibson con sus pastillas dobles, y, en ciertos modelos, cuerpos huecos. Todo ello no hizo, en realidad, sino diluir los rasgos más evidentes y renombrados de la marca, devaluándola en gran medida.
Después de la venta de Fender y tras evidenciarse el error del pronóstico sobre su salud, Leo Fender diseñó productos para Music Man, para fundar más tarde G&L company junto a George Fullerton, dedicada a la fabricación de guitarras y bajos de su creación.

## Actualidad
En 1985, por iniciativa de un empleado de la fábrica, Fender Electric Instrument Manufacturing Company fue comprada a la CBS por sus propios trabajadores y renombrada como 'Fender Musical Instrument Corporation'.
La Fender Musical Instruments Corporation ha continuado creciendo, agregando nuevos productos a su catálogo y conservando los diseños originales de los comienzos de la compañía. En 1987 abrieron una nueva fábrica en la ciudad de Ensenada Baja California Norte, México, debido al favorable clima y la mano de obra de alta calidad a bajo costo.
Fender fabrica sus modelos de más alta calidad en Estados Unidos, México y Japón, pero también tiene extensas instalaciones de fabricación en China e Indonesia para los modelos de menor calidad, de tal manera que hoy en día se puede comprar una Fender Stratocaster al mismo precio en dólares que en el año de 1954. Los modelos más antiguos y los construidos en Estados Unidos son los más buscados, pero los japoneses también son muy apreciados. Debido a esto, las Fender construidas en Ensenada, México, reemplazan en el mercado americano a las japonesas y las Fender construidas en Japón se distribuyen únicamente dentro de este país, siendo muy pocas exportadas.
La marca Squier (una fábrica de cuerdas comprada por Fender) se encarga de las guitarras de estudio desde la década de 1980. El nombre reúne a las guitarras de menor precio, con diseños originales de Fender, pero de construcción más barata. Estos modelos de menor coste son fabricados en China e Indonesia, pero eran originalmente fabricadas en Corea y Japón.
Los antiguos modelos japoneses de Fender y Squier Stratocaster son muy apreciados y se venden en el mercado de los usados como JV o 'Japanese Vintage'.
La base de su línea de instrumentos, conformada por la Tele, la Strat, el P-Bass y el J-Bass, permanece sin cambios con respecto a los modelos de la década de 1950. En cualquier género musical, ya sea rock, pop, blues o country, es muy probable que se vea una guitarra o bajo Fender amplificado por un amplificador de la misma marca. Las guitarras Fender son o han sido utilizadas por un gran número de artistas conocidos, entre los que destacan Buddy Holly, Jimi Hendrix, Kurt Cobain, Keith Richards, David Gilmour, Eric Clapton, George Harrison, Paul Mccartney, Jimmy Page, Jeff Beck, John Lennon, Pete Townshend, Stevie Ray Vaughan, Yngwie Malmsteen, Deryck Whibley, John Frusciante o Ritchie Blackmore, entre otros.
Asimismo, Fender fabrica guitarras acústicas y guitarras electroacústicas como las Stratacoustic y Telecoustic, basadas en sus diseños clásicos Stratocaster y Telecaster respectivamente, usando nuevos materiales como la fibra de carbono. Además lanzó reediciones de pedales de efectos fabricados entre la década de 1960 y 1970, impulsados por la alta demanda que los modelos originales tenían y la dificultad para conseguirlos debido a su rareza. También ha comprado distintas empresas de guitarras como Gretsch, Guild, Hamer, Jackson, Charvel, Tacoma y otras marcas como la SWR de amplificadores para bajos.

## Modelos

### Guitarras
- Fender® Custom Shop
- Fender® Cyclone
- Fender®  Duo-Sonic
- Fender® Sonoran Mini
- Fender®  Newporter
- Fender®  Jag-Stang
- Fender®  Squire
- Fender® Tim Armstrong HC
- Fender® CD-60S
- Fender® CD-110CE
- Fender® PR-180E
- Fender® PS-220E
- Fender® PD-220E
- Fender® PO-220E
- Fender® FA-115
- Fender® FA-125CE
- Fender® SA-105CE
- Fender®  Redondo
- Fender®  Jaguar
- Fender®  Jazzmaster
- Fender® Musicmaster
- Fender®  Mustang
- Fender® Showmaster
- Fender® Sixty-six
- Fender®  Starcaster
- Fender®  Stratocaster

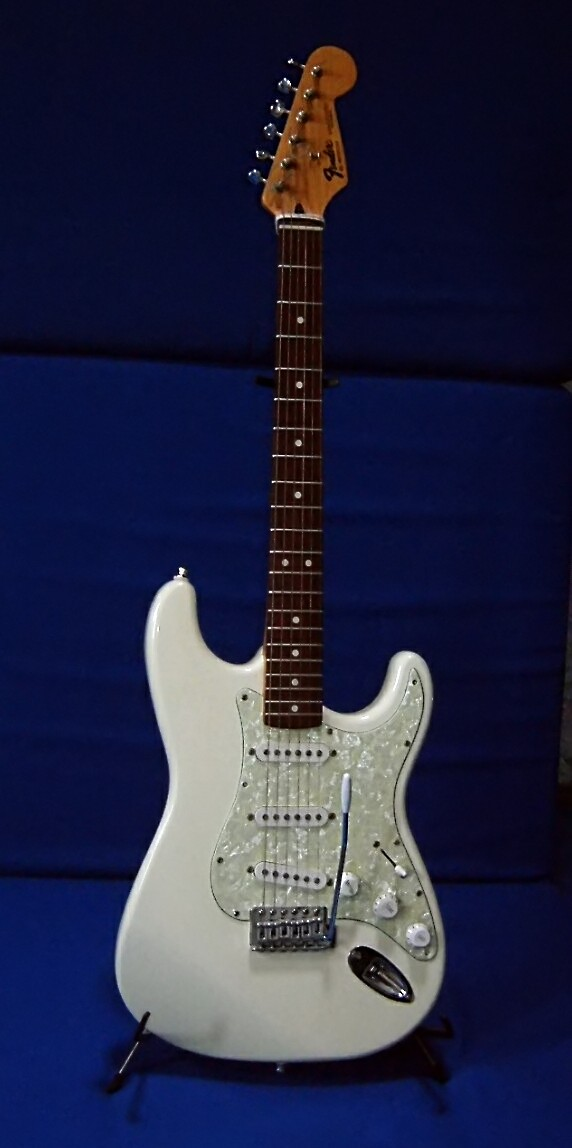
Fender Stratocaster.

Clásica Forma del clavijero utilizado en la Stratocaster.

- Fender® American Acoustasonic Stratocaster
- Fender® American Standard
- Fender® Highway One Stratocaster
- Fender® Super Strat
- Fender® Fat Strat
- Fender® Hard Tail Stratocaster
- Fender® Juan M Stratocaster (Acabado en verde relic, y Configuración HSS, Y Pastillas de alta ganancia, vendida solamente en México).
- Fender® Stevie Ray Vaughan Signature Stratocaster
- Fender® Yngwie Malmsteen Stratocaster
- Fender® American Vintage
- Fender® Esquirachoder
- Fender® Telecaster
- Fender® American Acoustasonic Telecaster
- Fender® Telecaster Deluxe
- Fender® Telecaster Custom
- Fender® Telecaster Highway One™ Texas Telecaster®
- Fender®  Toronado
- Fender® Swinger
- Fender®  Stratocaster VG
- Fender® Eric Clapton Stratocaster
- Fender® Meteora

### Bajos

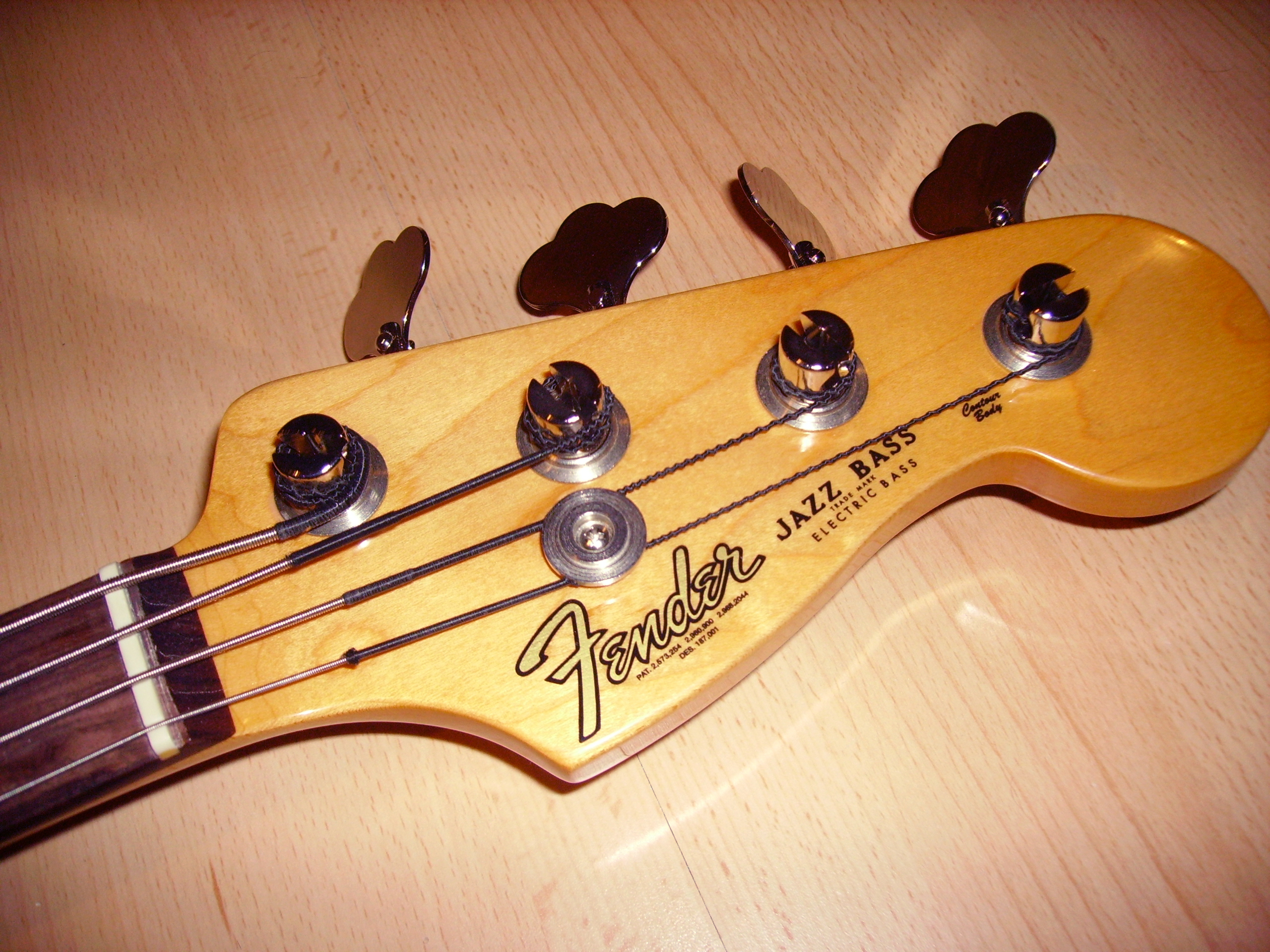
Clavijero Fender de bajo.

- Fender®  Precision Bass
- Fender® Jazz Bass
  - FFender® retless Jazz Bass
- Fender® Mustang Bass
- Fender® Musicmaster
- Fender® Zone Bass
- Fender® r Bass VI
- Fender® Dimension Bass
- Fender®  Jaguar Bass
- Fender®  Meteora Bass

## Amplificadores
- Fender® Twin
- Fender® Twin Reverb
- Fender® Deluxe Reverb
- Fender Tremolux
- Fender® Super Reverb
- Fender® Blues Junior
- Fender® Blues Deluxe
- Fender®  Mustang
- Fender® Blues DeVille
- Fender® Bassman
- Fender® Champ 600
- Fender® MetalHead
- Fender® Vibroverb
- Fender® Vibro-King
- Fender® Pro Junior
- Fender® Hot Rod Deluxe
- Fender® Hot Rod DeVille
- Fender® Supersonic
- Fender® Frostyman II
- Fender® G-DEC
- Fender® B-DEC
- Fender® Chorus Twin
- Fender® Ultimate Cyber
- Fender® Princeton 112 Plus
- Fender® Bandmaster
- Fender® FM
- Fender® Frontman 212R
- Fender® rumble
- Fender® Super Champ
- Fender® Stage
- Fender® Stage 112 SE
- Fender® Princeton Chorus
- Fender® Champion
- Fender® Deluxe 112
- Fender® Deluxe 112 plus
- Fender® Deluxe 85
- Fender® Deluxe 90
- Fender® Eigthifive

## Pedales de efectos
- Fender® Hammertone™ Distortion
- Fender® Hammertone™ Metal
- Fender® Hammertone™ Chorus
- Fender® Phaser Waylon Jennings
- Fender® Shields Blender™
- Fender® Tone Master Pro
- Fender® ABY Footswitch
- Fender® Hammertone™ Delay
- Fender® Hammertone™ Overdrive
- Fender® Hammertone™ Space Delay
- Fender® Hammertone™ Reverb
- Fender® Hammertone™ Fuzz
- Fender® Pedal Pugilist Distortion
- Fender® Smolder® Acoustic Overdrive
- Fender® Marine Layer Reverb
- Fender® Hammertone™ Flanger
- Fender® MTG Tube Tremolo
- Fender® Tread-Light™ Volume/Expression
- Fender® Downtown Express Bass Multi-Effect Pedal
- Fender® Pour Over Envelope Filter
- Fender® Pedal Santa Ana Overdrive
- Fender® Pedal Bend Compressor
- Fender® Full Moon Distortion
- Fender® The Pinwheel Rotary Speaker Emulator
- Fender® Tre-Verb Digital Reverb/Tremolo
- Fender® The Pelt Fuzz
- Fender® Reflecting Pool® Delay & Reverb
- Fender® The Trapper® Dual Fuzz
- Fender® Mirror Image Delay
- Fender® MTG Tube Distortion Pedal
- Fender® Engager Boost
- Fender® MTG:LA® Tube Distortion
- Fender® Duel Pugilist Distortion
- Fender® Dual Marine Layer Reverb
- Fender® Level Set Buffer
- Fender® Compugilist® Compressor/Distortion
- Fender® Pedal Mission Engineering SP1-TMP Tone Master Pro Expression
- Instagram de la persona qué dio los de datos en esta sección y la siguiente: Oscar_Marflo123

## Series

### Guitarras
- Fender® American Professional ll
- Fender® American Ultra
- Fender® American Ultra Luxe
- Fender® American Vintage II
- Fender® American Performer
- Fender® Vintera II
- Fender® Player Plus
- Fender® Player Series
- Fender® Aerodyne Special
- Fender® Made in Japan
- Fender® Artist Signature
- Fender® Edición Limitada

### Bajos
- Fender® American Professional ll
- Fender® American Ultra
- Fender® American Ultra Luxe
- Fender® American Vintage II
- Fender® American Performer
- Fender® Vintera II
- Fender® Player Plus
- Fender® Player Series
- Fender® Aerodyne Special
- Fender® Made in Japan
- Fender® Artist Signature
- Fender® Edición Limitada

### Squier
- Fender® Sonic
- Fender® Affinity
- Fender® Classic Vibe
- Fender® Contemporary
- Fender® Mini
- Fender® Paranormal
- Fender® Edición Limitada
- Fender® Packs para principiantes